# Xã Extra, Quận Ashley, Arkansas
Xã Extra (tiếng Anh: Extra Township) là một xã thuộc quận Ashley, tiểu bang Arkansas, Hoa Kỳ. Năm 2010, dân số của xã này là 304 người.